# 孟賁
孟 賁（もう ほん、? - 紀元前307年）は、中国戦国時代の衛または斉の出身で秦の将軍。武王に仕えた。またの名は孟説。

## 経歴
武王に仕えた任鄙・烏獲や夏育、成荊、呉の慶忌と並ぶ大力無双の勇士と知られ、孟賁は生きた牛の角を抜く程の力を持っており、勇士を好む秦の武王に取り立てられ仕えた。
紀元前307年8月、武王と洛陽に入り、武王と力比べで鼎の持ち上げを行った際、武王は脛骨を折って亡くなってしまった。その罪を問われ、孟賁は一族と共に死罪に処されたと言う。

## 評価
後の世に於いて曹仁・程昱・李流と言った人物はその武勇や胆力が孟賁や夏育に比肩すると評されている。